# Danmarks ishockeylandshold (damer)
Danmarks ishockeylandshold for kvinder er det danske landshold i ishockey for kvinder, der reguleres af Danmarks Ishockey Union. Landstræneren er svenske Björn Edlund. Holdet repræsenterer Danmark ved VM i ishockey og andre internationale turneringer. I december 1987 deltog landsholdet, for første gang, ve den internationale turnering Ochsner Cup i Lyss, Schweiz, hvilket var de første kvindelandskampe.
Holdets hidtil bedste resultat internationalt set, var ved EM i ishockey 1991 i Tjekkoslovakiet, hvor det danske landshold vandt deres første og fortsat eneste bronzemedalje. Holdet kvalificerede sig også for første gang til vinter-OL i Vinter-OL 2022 i Beijing, hvor man stillede med 23 spillere. Her blev det til sejr i holdets tredje kamp med 3-2 mod Tjekkiet.
I 2021 var der allerede mere end 700 registrerede kvindehockeyspillere i Danmark og kvindelandsholdet ligger på en 11. plads på IIHF's verdensranglisten. Fra 2013 til februar 2014 steg landsholdet hele 5 pladser op på ranglisten til 12. pladsen. Holdet fik slutrundedebut i A-rækken ved VM i ishockey 1992 og missede kvalifikationerne til de efterfølgende mesterskaber. De var dog tilbage i B-rækken ved VM 1999 i Frankrig. Siden da har danskerne altid spillet i enten B-rækken eller C-rækken (også kaldet 1. og 2. divisionerne). Deres hidtil dårligste VM-resultat var en femteplads ved VM 2009 i Italien, hvor Danmark spillede i 2. division/C-rækken. Samlet sluttede holdet som nummer 20. I 2019 oprykkede de igen til A-rækken.
Landsholdet spiller desuden på hjemmebane, da Danmarks Ishockey Union er blevet tildelt værtskabet for VM i ishockey 2022 (A-rækken), der spilles i Frederikshavn og Herning.

## Resultater

### Vinter-OL
- 2022 – 10. plads

### Verdensmesterskabet
- 1992 – 7. plads
- 1999 – 6. plads i Gruppe B
- 2000 – 4. plads i Gruppe B
- 2001 – 8. plads i Division I (nedrykning til Division I)
- 2003 – 2. plads i Division II
- 2004 – 1. plads i Division II (oprykning til Division II)
- 2005 – 5. plads i Division I
- 2007 – 6. pålads i Division I (nedrykket til Division II)
- 2008 – 2. plads i Division II
- 2009 – 5. plads i Division II
- 2011 – 3. plads i Division II
- 2012 – 1. plads i Division IB (oprykket til Division IA)
- 2013 – 2. plads i Division IA
- 2014 – 3. plads i Division IA
- 2015 – 4. plads i Division IA
- 2016 – 4. plads i Division IA
- 2017 – 4. plads i Division IA
- 2018 – 4. plads i Division IA
- 2019 – 2. plads i Division IA (oprykket til Topdivisionen/A-rækken)
- 2020 – Aflyst grundet coronaviruspandemien.[13]
- 2021 – 10. plads (nedrykket til Division I)
- 2022 – Kvalificeret

### Europamesterskabet
- 1989 –  6. plads
- 1991 –  3. plads  Bronzemedalje
- 1993 –  6. plads (nedrykket til Gruppe B)
- 1995 –  2. plads i Gruppe B
- 1996 –  1. plads Gruppe B

## Spillertruppen
Den nuværende danske spillertrup ved vinter-OL 2022 i Beijing.
Cheftræner:  Peter Elander
| Nr. | Position. | Navn                     | Højde  | Fødselsdato                      | Hold              |
| --- | --------- | ------------------------ | ------ | -------------------------------- | ----------------- |
| 2   | D         | Kristine Melberg         | 169 cm | 28. december 2000 (alder 21 år)  | IF Malmö          |
| 4   | F         | Silke Lave Glud          | 175 cm | 3. marts 1996 (alder 25 år)      | Rødovre SIK       |
| 8   | F         | Josefine Persson         | 176 cm | 28. marts 1994 (alder 27 år)     | Luleå HF          |
| 11  | D         | Amalie Andersen          | 173 cm | 6. oktober 1999 (alder 22 år)    | Maine Black Bears |
| 13  | F         | Michele Brix             | 169 cm | 10. juli 1996 (alder 25 år)      | Odense IK         |
| 14  | F         | Nicoline Jensen – A      | 165 cm | 8. november 1992 (alder 29 år)   | HV71              |
| 15  | D         | Amanda Refsgaard         | 175 cm | 8. marts 2001 (alder 20 år)      | Rødovre SIK       |
| 17  | F         | Sofia Skriver            | 165 cm | 7. juni 2003 (alder 18 år)       | Luleå HF          |
| 18  | F         | Maria Peters             | 168 cm | 16. september 1999 (alder 22 år) | Odense IK         |
| 19  | D         | Josephine Asperup        | 163 cm | 21. juli 1992 (alder 29 år)      | IF Malmö          |
| 21  | F         | Michelle Weis            | 169 cm | 10. april 1997 (alder 24 år)     | Maine Black Bears |
| 22  | D         | Sofie Skott              | 172 cm | 14. juni 2002 (alder 19 år)      | Hvidovre IK       |
| 23  | F         | Julie Oksbjerg           | 178 cm | 2. december 2000 (alder 21 år)   | Odense IK         |
| 27  | F         | Lilli Friis-Hansen       | 163 cm | 27. januar 2000 (alder 22 år)    | RPI Engineers     |
| 30  | G         | Lisa Jensen              | 165 cm | 26. februar 1997 (alder 24 år)   | IF Malmö          |
| 33  | G         | Emma-Sofie Nordström     | 177 cm | 5. november 2002 (alder 19 år)   | Linköping HC      |
| 50  | F         | Mia Bau Hansen           | 167 cm | 22. juni 1995 (alder 26 år)      | IF Malmö          |
| 63  | F         | Josefine Jakobsen – C    | 170 cm | 17. maj 1991 (alder 30 år)       | Djurgårdens IF    |
| 68  | F         | Emma Russell             | 168 cm | 18. august 1995 (alder 26 år)    | Rødovre SIK       |
| 72  | G         | Cassandra Repstock-Romme | 171 cm | 26. august 2001 (alder 20 år)    | Hvidovre IK       |
| 80  | F         | Julie Østergaard         | 170 cm | 6. august 1995 (alder 26 år)     | Hvidovre IK       |
| 87  | D         | Simone Jacquet Thrysøe   | 180 cm | 23. april 1987 (alder 34 år)     | Aalborg IK        |
| 89  | D         | Malene Frandsen          | 178 cm | 25. oktober 1995 (alder 26 år)   | IF Malmö          |